# 金城繁
金城 繁（きんじょう しげる、1933年 - 2012年3月24日）は、沖縄県国頭郡久志村(現名護市)出身の三線奏者。父の指導により10代より三線を習い、戦後は地元の劇団にて三線の演奏の他踊りを務めた。
南大東島に移り住んだ26歳のころに、作業員を務めていた飛行場建設の工事現場で事故にあい、右腕を肘から先10センチを残し切断することになった。三線を弾く右腕を失ったものの試行錯誤の末に、肘の先に櫛を縛って演奏する奏法を編み出した。
2009年には友人の誘いもあってCDフォトブックを発売した。約30曲が収められており、中には伝統的な民謡の他、米軍基地の建設に反対する歌なども収められている。
2012年3月24日　肺疾患により沖縄県名護市内の病院にて死去。

## 著書
- 唄うことが生きること（studio T出版、2009年）